# Kantorhaus Bernau
Das Kantorhaus ist das älteste erhalten gebliebene Fachwerkhaus in Bernau bei Berlin, Barnim. Das unter Denkmalschutz stehende Gebäude wurde 1583 in der Tuchmachergasse, der heutigen Tuchmacherstraße, von den Bernauer Bürgern Pieper, Henzen und Kogge erbaut. Auf die Bauherren weist eine der gesamten Länge des Hauses folgende, eingestemmte Inschrift hin, die da lautet: „Anno Domini 1582 sind diese Buden der Kirchen zum Besten frei erbeten von R. Johann Pipern und anno 1583 von ime und Matthias Henzen und Lorentz Koggen als Kastenherren Got zum Ehren erbauet worden. Amen.“

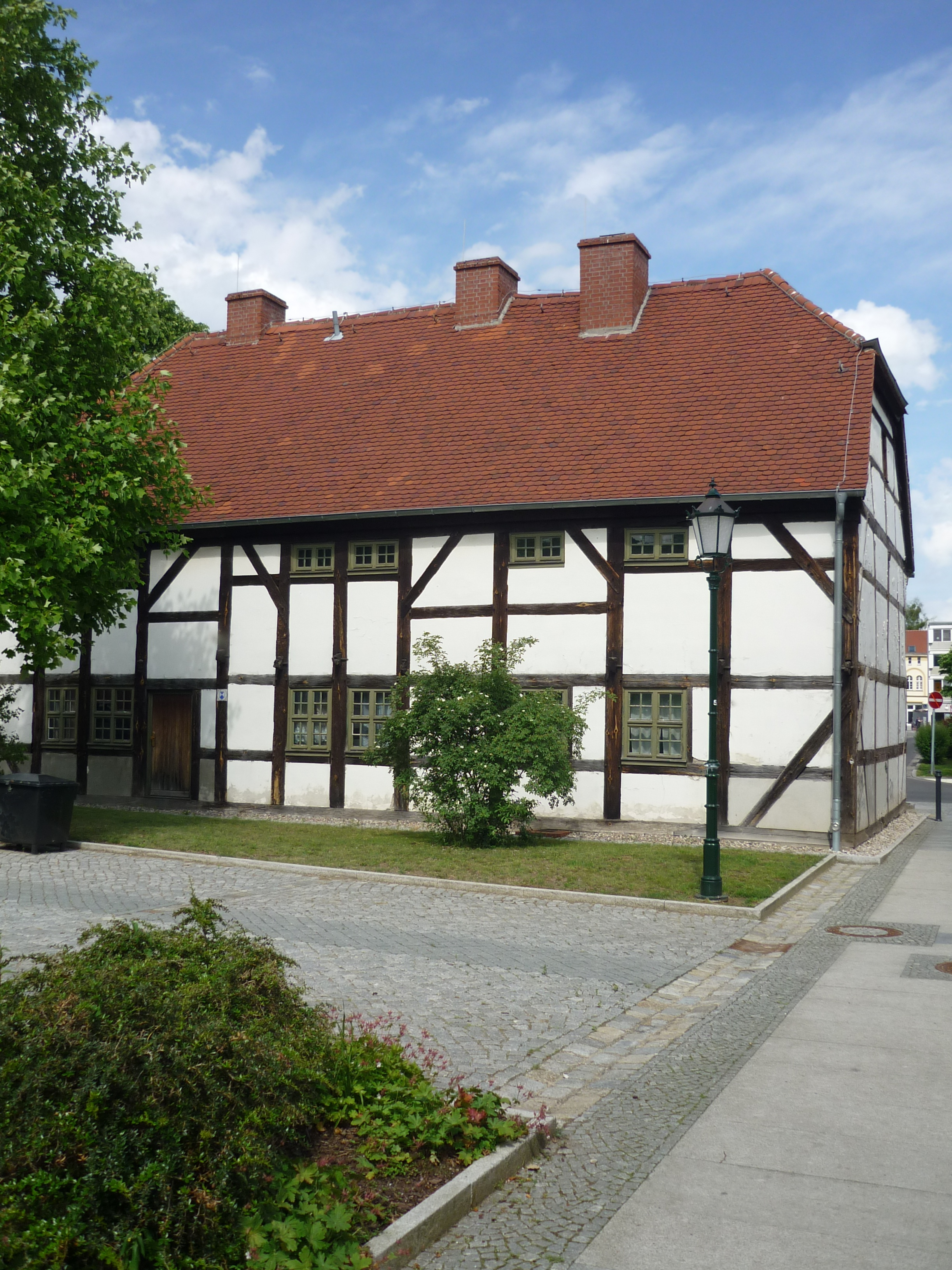
Rückseite des Kantorhauses

Im alten Bernauer Lagerbuch von 1719 wird das Kantorhaus als „drei Censitenbuden“ bezeichnet. Der Bernauer Stadtchronist August Wernicke spricht ebenfalls von den „Censitenbuden“ und verzeichnet in seiner Stadtchronik von 1894 drei Hausnummern (168 bis 170). Das Grundstück bestehe aus „2 Höfen, 2 bis zum Stadtmauerwege reichenden Gärten, dem Wohnhause und 3 Stall= pp. Gebäuden.“ Das Wohngebäude selbst sei „ca. 16,35 lang, und ca. 9,05 m tief, 2 Etagen hoch, von Fachwerk mit Ziegeldach“.
Das in Ständerbauweise errichtete Gebäude diente wohl erst nach 1730 dem jeweiligen Kantor der Kirchengemeinde als Heimstatt, ab Ende des 18. Jahrhunderts auch dem Organisten. 
In den Jahren 1981 bis 1983 wurde das Gebäude umfassend restauriert und danach bis 2010 als Musikschule genutzt. Zu Beginn des Jahres 2012 hat die Stadt Bernau das Kantorhaus für einen symbolischen Betrag von 1,00 Euro vom Landkreis Barnim übereignet bekommen. Nach einer kostenintensiven Instandsetzung sollen im Gebäude ein Trauzimmer und Räumlichkeiten für Ausstellungen zur Stadtgeschichte und Stadtentwicklung geschaffen werden.